# Jordstam
Jordstam är en underjordisk stamdel hos fleråriga växter.
En typ av jordstam är ovanjordisk stam som fortsätter en bit under jord, vilket är vanligt hos fleråriga örter. En annan typ av jordstam, förut kallad rotstock och numera också rhizom, innebär att jordstammen växer vågrätt och ofta förgrenat. Rhizomen är kort och tjock. En långsmal jordstam kallas subol. En mycket kort och rund jordstam kallas knöl eller stamknöl (inte att förväxla med lök eller rotknöl).
I kalla klimat fungerar jordstammar som övervintringsorgan, medan de i varma klimat är ett sätt att överleva torrtider.
Jordstammar kan vara näringslagrande och är då tjocka och ibland ätliga. Flera sådana är kulturväxter – exempelvis ingefära, potatis, jordärtskocka, rabarber och sötpotatis.

## Rotskott
Rotskott är oftast inte egentligen rot-skott utan skott just från jordstammar. Roten har mycket liten förmåga att bilda nya stamanlag annat än mycket sällsynt. En underjordisk del som bär bladanlag, fjäll, sidoskott eller knoppar är en jordstam.
Skott från jordstammen är ett viktigt sätt för många arter att fortplanta sig på.

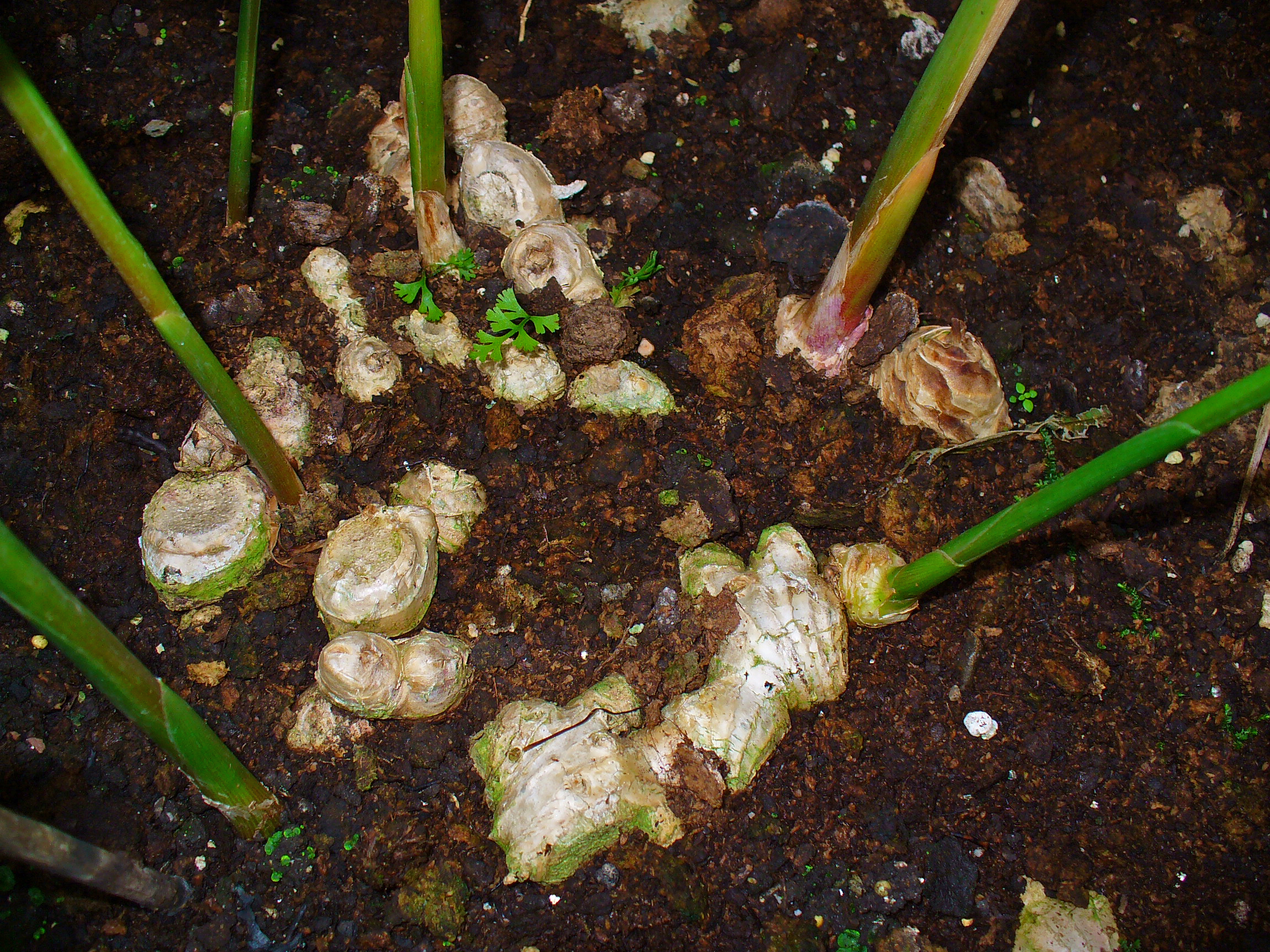
Jordstam hos ingefära, Zingiber officinale
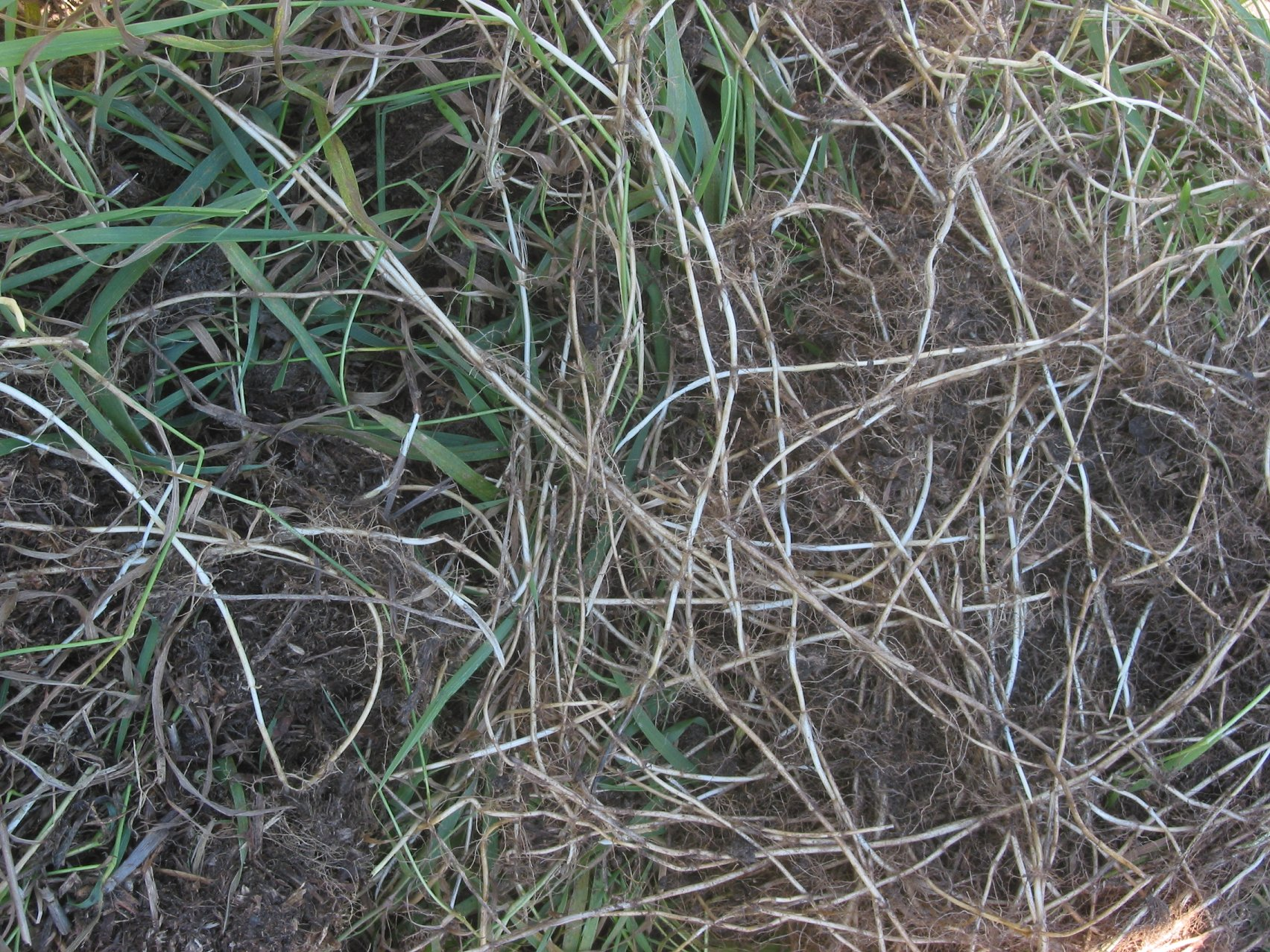
Uppgrävda jordstammar av kvickrot, Elytrigia repens
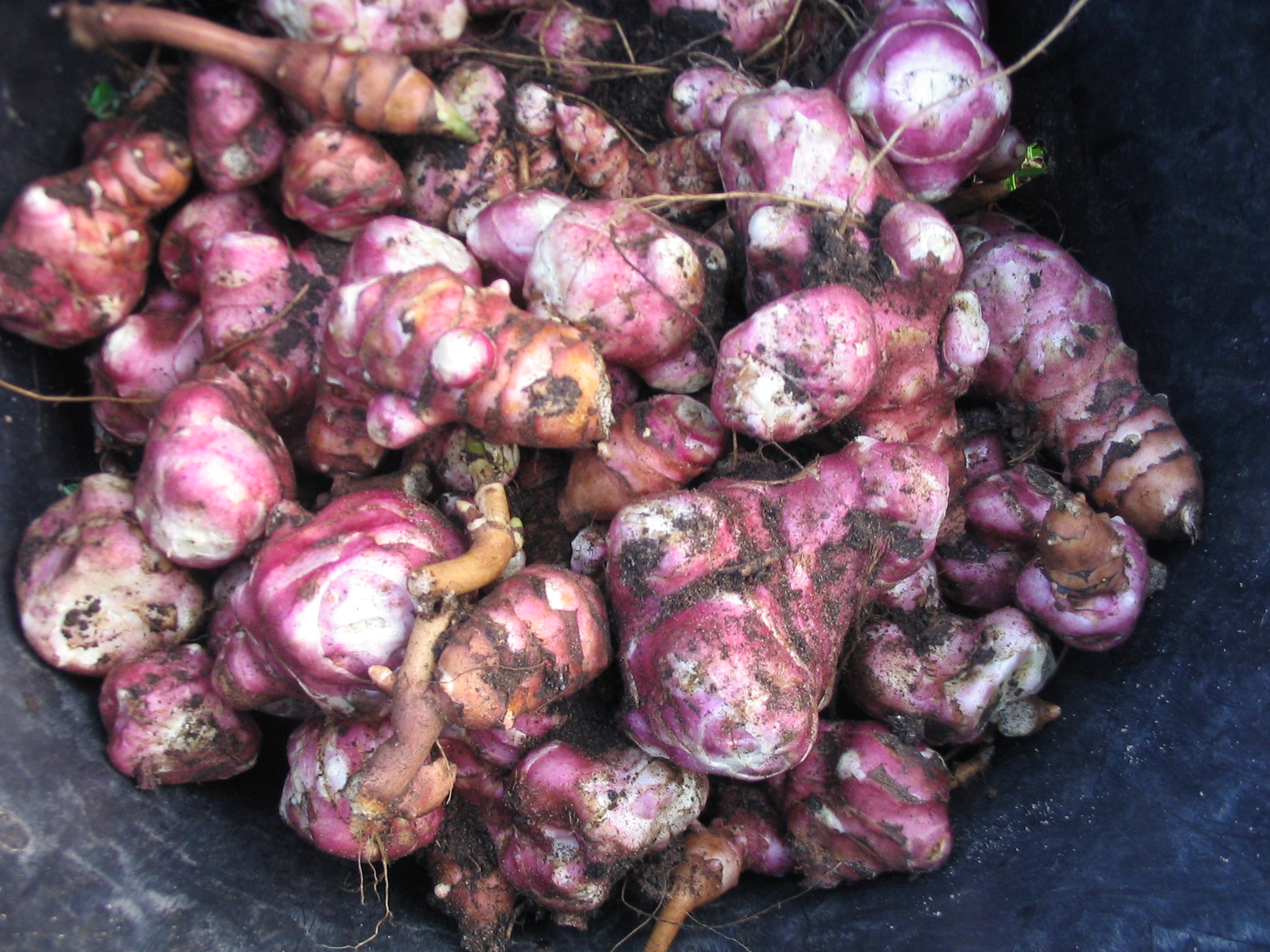
Näringslagrande jordstammar hos jordärtskocka, Helianthus tuberosus
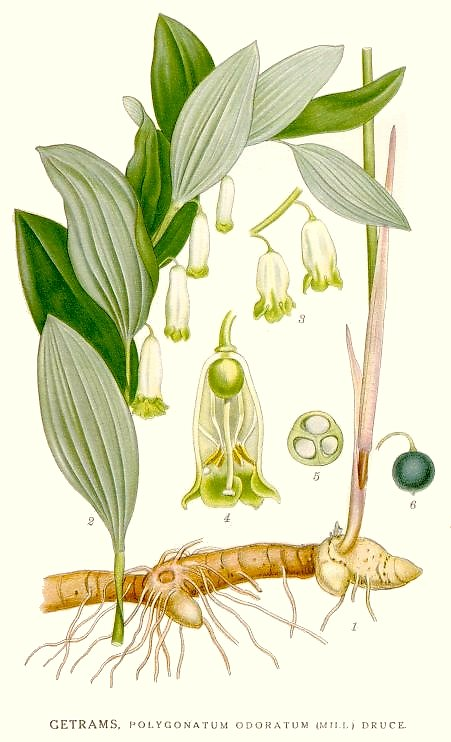
Jordstam hos getrams, Polygonatum odoratum Från Carl Lindman: Bilder ur Nordens Flora, tavla 391